# Mafia-Camorra-Krieg
Der Mafia-Camorra-Krieg war ein Unterwelt-Krieg zwischen verschiedenen italo-amerikanischen Gangs, der in New York City zwischen 1914 und 1918 ausgetragen wurde. Der Krieg endete mit der Niederlage der Camorra und dem Sieg der amerikanischen Cosa Nostra, die sich in den USA somit durchsetzte.

## Geschichte
Zu Beginn des 20. Jahrhunderts wanderten etliche verarmte Italiener in die Vereinigten Staaten aus. Mit ihnen kam auch die Kultur des organisierten Verbrechens in Form der neapolitanischen Camorra und der sizilianischen Cosa Nostra in die neue Welt. Innerhalb der italienischen Gemeinschaft von New York City war East Harlem im Wesentlichen sizilianisch geprägt, während Brooklyn mehrheitlich neapolitanisch war. In Brooklyn bildeten sich die Navy Street Gang mit Alessandro Vollero sowie die Coney Island Gang mit Pellegrino Morano als Oberhaupt und in East Harlem war die bedeutende Morello-Familie ansässig, die heute als Vorläufer des später als „Genovese-Familie“ klassifizierten Clans gilt.
Im Wesentlichen war die Expansionspolitik der Morellos für den Beginn des Konflikts ausschlaggebend. Die Morellos wollten Teilhabe am Glücksspielgeschäft in Manhattan (New York) und ermordeten dafür einige Cammoristi wie Nicolo Del Gaudio, welche von Morano angeführt wurden.
Als der Camorrista Giosue „King of Little Italy“ Gallucci und sein Sohn am 17. Mai 1915 ermordet wurden, eskalierte der Konflikt zwischen den verschiedenen Gruppen endgültig.
Der damalige Morello-Boss, Nicholas (Morello) Terranova, vereinbarte für den 7. September 1916 ein Treffen im Vollero’s Café in der Navy Street, dem Hauptquartier von Alessandro Vollero. Neben der Morello-Familie war auch die Coney Island Gang geladen. Vor dem eigentlichen Treffen nahmen Nicholas Morello und sein Leibwächter Charles Ubriaco mit dem Camorrista Ralph Daniello einige Drinks, um die Zeit bis zum Eintreffen von Camorrista Tom Pagano zu überbrücken, welcher die Männer zum Café führen sollte, wo die Camorristi Leopoldo Lauritano und Peter Morano angeblich warten sollten. Zu Fuß ging die Gruppe dann zusammen durch die Myrtle Avenue; an der Kreuzung der Johnson St. und Hudson Avenue wurden Morello und Ubriaco von fünf Männern angegriffen, darunter ihr Begleiter Tom Pagano, der Nicholas Morello erschoss. Ubriaco wurde von Thomas Carillo und Lefty Esposito ermordet.
Nach dreijährigen wechselseitigen Morden mit ständig wechselnden Koalitionen verlor die Camorra schließlich aufgrund von Strafprozessen den Krieg.
Die wichtigsten Anführer wie z. B. Morano wurden verurteilt und ausgewiesen oder wie Antonio „Tony“ Parretti später hingerichtet, da man sie für den Mord an Morello-Oberhaupt Nicholas (Morello) Terranova verantwortlich machte. Auch Vollero wurde verurteilt und, nachdem er 14 Jahre seiner lebenslänglichen Haftstrafe abgesessen hatte, nach Italien ausgewiesen. Die sizilianisch-stämmige Mafia übernahm die Kontrolle und die „Neapolitaner“ ordneten sich den neuen Bossen unter. Die übrigen Cammoristi kamen schließlich unter die Führung des Sizilianers Salvatore D’Aquila. Diese Gruppierung gilt heute als Vorläufer des später als „Gambino-Familie“ klassifizierten Clans.

## Beteiligte der Konfliktparteien
Cosa Nostra
- Vincenzo „Vincent“ Terranova; wurde nach dem Tod von Nicholas (Morello) Terranova neuer Boss.
- Ciro Terranova; wurde nach dem Tod von Nicholas (Morello) Terranova neuer Underboss.
- Nicholas (Morello) Terranova; wurde am 7. September 1916 von Tom Pagano ermordet.
- Joe Masseria
- Thomas LoMonte
- Fortunato LoMonte

Cosa Nostra Associate
- Charles Ubriaco; wurde am 7. September 1916 von Thomas Carillo und Lefty Esposito ermordet.

Camorra
- Pellegrino Morano; wurde am 15. Mai 1918 zu 20 Jahren Haft verurteilt und 1919 nach Italien ausgewiesen.[5][6]
- Alessandro Vollero; wurde am 20. Juni 1918 zum Tode verurteilt. Später Umwandlung in lebenslange Haft, 1933 nach 14 Jahren Haft nach Italien ausgewiesen.[7][8]
- Ralph Daniello; wurde 1917 inhaftiert und wurde später Informant.[10]
- Leopoldo Lauritano
- Alphonso Sgroia; war 1917–1929 inhaftiert und wurde anschließend nach Italien ausgewiesen.
- Frank Fevrola; wurde 1917 zum Tode verurteilt.
- Antonio Parretti; floh zunächst nach Italien, kehrte 1926 zurück und wurde am 17. Februar 1927 hingerichtet.[11]
- Aniello Parretti; wurde 1921 zunächst zum Tode verurteilt, 1923 nach einer Revision aber freigesprochen und entlassen.[12]
- Umberto „Rocco“ Valenti; wurde 1918 für 10 Monate inhaftiert und am 11. August 1922 von Lucky Luciano erschossen.[13]
- Silva Tagliagamba; ist im Juni 1922, nach einem gescheiterten Anschlag auf Joe Masseria, verstorben.
- Johnny Esposito

Camorra Associate
- Joseph DeMarco